# Tim Winton
Tim Winton AO (Perth, 4 augustus 1960) is een West-Australische schrijver van romans, toneelstukken, kortverhalen en kinderboeken.
Winton verwierf internationale bekendheid met Cloudstreet en werd tweemaal genomineerd voor de Man Booker Prize for Fiction, voor The Riders in 1995 en voor Dirt Music in 2002. Hij vindt inspiratie in het West-Australische landschap, waarin zijn verhalen zich dan ook meestal afspelen.

## Leven
Tim Winton werd in 1960 in Karrinyup, een buitenwijk van Perth, geboren. Zijn vader was motoragent en scherpschutter bij de politie, moeder was huisvrouw en wasvrouw. Toen Winton vijf jaar oud was, werd zijn vader door een dronken chauffeur van zijn motor gereden en diende een tracheotomie te ondergaan. Zijn vader in coma zien liggen heeft Wintons leven in belangrijke mate beïnvloed. Als hij 's avonds niet kon slapen luisterde hij stiekem naar de gesprekken die vader en moeder over de voorbije dag hielden, over alle rampspoed die zijn vader tijdens zijn dienst had meegemaakt. Ongevallen en plotse (emotionele) gebeurtenissen spelen dikwijls een rol in zijn werk.
Winton besliste toen hij tien jaar oud was dat hij schrijver zou worden. Toen Winton twaalf was, werd zijn vader naar Albany overgeplaatst. Het hele gezin verhuisde mee. De omgang tussen mensen was ruwer in Albany dan in de buitenwijken van Perth. Om niet gepest te worden vertelde Winton lange verhalen. Surfen was een uitlaatklep. Uitgaan was gevaarlijk en de feestjes waren ver weg. Men reed dronken en snel over de verlaten en donkere wegen. Een put of een kangoeroe was voldoende om in het ziekenhuis te belanden. Het feestje voor Wintons achttiende verjaardag eindigde in het ziekenhuis. Hij was door een muur van een meisjesschool gereden. Winton was maanden bedlegerig. Door het ongeval kwam hij terug in contact met Denise, een studente verpleegkunde, die hij als kind nog had gekend. Winton had haar, toen hij negen jaar oud was, ten huwelijk gevraagd.
Winton was de eerste uit de familie die erin slaagde een diploma secundair onderwijs te behalen. Zijn ouders schreven hem in aan de Curtin University of Technology. Die bleek een cursus creatief schrijven aan te bieden. Hoewel hij geen hoge pet ophad van schrijfcursussen ontmoette hij er toch een mentor, de Australische schrijfster Elizabeth Jolley. Winton schreef zijn eerste roman, An Open Swimmer, toen hij aan de universiteit studeerde. Hij kreeg er in 1981 de The Australian/Vogel Literary Award voor. Winton schreef naar eigen zeggen "het grootste deel van drie boeken aan de universiteit". Zijn tweede boek, Shallows, won de Miles Franklin Award in 1984. Winton is zowel trots als verwonderd over het feit dat hij kan leven van het schrijven van fictie.
Winton huwde Denise toen hij eenentwintig jaar oud was en zij twintig. Denise beviel van hun eerste kind toen ze nog studente verpleegkunde was. Winton schreef kortverhalen wanneer zijn zoontje sliep. Het gezin knoopte met moeite de eindjes aan elkaar. Hij schreef tien boeken in de jaren 1980. Omdat hij graag schreef maar ook omdat hij het geld nodig had. Winton schreef aan drie bureaus. Als hij vastliep met het schrijven van een roman ging hij aan een ander bureau, aan een kinderboek of een kortverhaal, verder werken. Die manier van werken maakte het mogelijk financieel rond te komen.
In 1987 ontving hij een schrijfbeurs, reisde naar Parijs en schreef de roman Cloudstreet in Ierland. In die periode kreeg hij AU$ 1.000 voorschot per boek. Hij had gehoopt tienduizend exemplaren van Cloudstreet te verkopen maar verkocht er honderdduizenden. Door dit succes verminderde de financiële druk en ging Winton rustiger schrijven.
Het gezin verhuisde vanuit een buitenwijk van Perth naar de kuststreek ten noorden van Perth. Er waren ondertussen nog twee kinderen bijgekomen. Winton zorgde voor het hoofdgedeelte van het gezinsinkomen. 's Ochtends ging hij kreeften vangen waarna hij tot 's middags schreef. In de namiddag zwom en speerviste hij. Begin jaren 2000 doneerde Winton het prijsgeld van de Miles Franklin Award voor Dirt Music, AU$ 28.000, aan de campagne om het Ningaloo Reef te redden. Hij deed dit deels uit schuldgevoel omdat hij het leven in de oceaan enkel kende door middel van speer en vishaak.
Winton bewaakt, ondanks zijn stijgende bekendheid, steeds de privacy van zijn gezin en familie . Hij spreekt niet dikwijls in het openbaar, enkel wanneer nieuwe boeken uitkomen of voor campagnes van de natuurbeweging. Winton staat bekend als een "vriendelijk en openhartig man met een ongedwongen en emotionele intelligentie".

## Stijl en thema's
Winton haalt inspiratie uit de plaats en het landschap, meestal de West-Australische kuststreek. Naar eigen zeggen "komt de plaats eerst. Als de plaats me niet interesseert dan voel ik niets. Ik kan er geen mensen in voelen. Ik voel niet wat de mensen er doen of zouden kunnen doen."
Winton zegt enkel vanuit de plaats en niet thematisch te werk te gaan. Toch zijn er een aantal terugkerende thema's in zijn werk te bespeuren. Zijn verhalen gaan dikwijls over de adolescentie. Het personage Gail uit The Turning zegt: "elke levendige ervaring stamt uit je puberteit". Zijn personages zijn meestal fragiel. Vele verhalen zijn doordrongen van mogelijke rampspoed - op zee, op land of emotioneel - en veel personages zijn of geraken lichamelijk of geestelijk gewond. De vrouwelijke personages zijn meestal sterk terwijl de mannelijke personages altijd ergens door gekweld worden.
Wintons stijl is wild en poëtisch. Dit komt onder meer door het gebruik van volkse Australische uitdrukkingen. Hij grijpt niet meer terug naar de taal en geplogenheden van het Britse moederland zoals zijn voorgangers deden. Hij heeft die taal gelost, in navolging van de Amerikanen voor hem. Dit was geen bewuste keuze.
Winton houdt ervan personages uit oudere verhalen in nieuwere te laten opduiken. Queenie Cookson bijvoorbeeld, een personage uit Breath, verscheen ook in Shallows, Minimum of Two en in twee van de Lockie Leonard boeken. Georgie en Lu uit Dirt Music werden gerecycleerd in het toneelstuk Signs of Life.

## Winton over het schrijverschap
"Ik heb nooit gehunkerd naar bekendheid en had nooit verwacht door meer dan een paar duizend mensen gelezen te worden. Als je dan zo massaal gelezen wordt is die publieke bekendheid verontrustend. Er is een ongemakkelijke ontmoeting tussen kunst en commercie die ik persoonlijk niet weet op te lossen ... schrijven is iets dat ik voor mezelf doe ... omdat ik het kan ..." Winton over de magische momenten: "wanneer 'het gebeurt', wanneer de pen het papier beroert, leef je enkel in de tegenwoordige tijd - je hebt geen leeftijd, geen hartslag, je leeft enkel in een nauwe focus die tijdsloos is."
"Schrijven is een beetje als surfen, het grootste deel van de tijd ben je aan het wachten. En het is best aangenaam, zitten wachten in het water. Maar je verwacht dat de gevolgen van een storm, ver weg achter de horizon, uit een andere tijdzone, meestal dagen oud, zich zullen verder zetten in de vorm van golven. Wanneer deze verschijnen draai je je om en surft op die energie naar de kust. Het is een zalig gevoel, die stuwkracht voelen. Als je geluk hebt gaat het sierlijk. Als schrijver ga je elke dag aan je bureau zitten en je wacht, in de hoop dat er iets van over de horizon komt. Vervolgens keer je je om en surft in de vorm van een verhaal."
Winton beschrijft het schrijven ook als jagen. "Je mag het dier nooit in de ogen kijken. Je mag het nooit rechtstreeks aankijken want het weet dan dat je eraan komt en loopt weg."

## Natuurbescherming
Winton is actief in de Australische natuurbeweging. Hij is het gezicht van de Australian Marine Conservation Society en is betrokken bij vele campagnes, waaronder de bewustmaking voor het belang van duurzame consumptie van vis en schaal- en schelpdieren. Winton is het uithangbord van de Stop the Toad Foundation. Hij mengde zich in het debat over de walvisjacht door het schrijven van een artikel op de website Last Whale. Hij is ook een pleitbezorger voor de Save Moreton Bay-organisatie, de Environment Defender’s Office, de Australian Wildlife Conservancy en de Marine Conservation Society. Winton neemt het op voor de haai en is tegen het oogsten van haaienvinnen.
In 2003 ontving Winton een onderscheiding van de Australian Society of Authors voor zijn inzet in de campagne om het rif  voor de Ningaloo-kust te redden.
In 2016 werd een nieuw ontdekte vissoort uit de regio Kimberley naar hem vernoemd.
In maart 2017 werd Winton het gezicht van de net opgerichte Native Australian Animals Trust. De trust werd opgezet om onderzoek en onderwijs over de inheemse dieren en hun omgeving te ondersteunen.
Winton was in 2023 presentator van de door ABC uitgezonden natuurminiserie Ningaloo Nyinggulu.
Wintons in 2024 uitgebrachte roman Juice heeft in tegenstelling tot zijn vorige werk de klimaatcrisis als hoofdthema en wordt een dystopische cli-fi genoemd.

## Bewerkingen
- That Eye The Sky, bewerkt door Richard Roxburgh en Justin Monjo voor toneel, New Theatre, Newton
- Cloudstreet, bewerkt voor ABC radio door Paige Gibbs
- Cloudstreet, bewerkt door Justin Monjo en Nick Enright voor toneel, eerst uitgevoerd door Black Swan State Theatre Company, internationale tournee door Belvoir Street Theatre
- Lockie Leonard, Human Torpedo, bewerkt door Paige Gibbs en eerst uitgevoerd door Perth Theatre Company
- Lockie Leonard, Scumbuster, bewerkt door Garry Fry en eerst uitgevoerd door Theatre South in Wollongong in 1998
- Bugalugs Bum Thief, bewerkt door Spare Parts Puppet Theatre
- Bugalugs Bum Thief, bewerkt door Monkey Baa Theatre Company
- The Deep, bewerkt door Spare Parts Puppet Theatre
- Blueback, bewerkt door Peta Murray voor Terrapin Puppet Theatre en Spare Parts Puppet Theatre
- The Turning, bewerkt door Bill McCluskey en uitgevoerd door Perth Theatre Company voor het Perth International Writer’s Festival in 2008
- The Riders,  bewerkt voor opera uitgevoerd door Victorian Opera/Malthouse Theatre in 2014
- Cloudstreet, bewerkt voor opera en eerst uitgevoerd door State Opera of South Australia in Adelaide op 12 en 13 mei 2016

## Verfilmingen
- Film gebaseerd op That Eye the Sky door John Ruane in 1994
- Film gebaseerd op In The Winter Dark door James Bogle in 1998
- De jeugdserie Lockie Leonard gebaseerd op de boeken, het eerste seizoen werd in 2007 en het tweede in 2010 uitgebracht
- Verfilming van het kortverhaal The Water Was Dark and Went Forever Down in 2009
- Een miniserie, gebaseerd op Cloudstreet, werd in 2011 uitgezonden
- Een film gebaseerd op The Turning werd in 2013 uitgebracht en sleepte enkele nominaties en prijzen in de wacht
- De film Dirt Music (2019).

## Ontvangst, nominaties, prijzen en onderscheidingen
Winton werd door de National Trust tot 'Living Treasure' gelouterd en ontving de Centenary Medal voor zijn dienst aan de literatuur en de gemeenschap.
In 1995 werd The Riders en in 2002 Dirt Music genomineerd voor de Booker Prize. Beide boeken worden verfilmd. Winton won nog vele prijzen waaronder vier keer de Miles Franklin Award: Shallows (1984), Cloudstreet (1992), Dirt Music (2002) en Breath (2009). In 2023 won Winton de Lloyd O’Neil Award van de Australian Book Industry Awards voor zijn hele oeuvre en bijdrage aan de Australische boekencultuur. Cloudstreet verschijnt regelmatig in lijsten met Australiës meest geliefde romans.
Zijn oeuvre wordt nog gedrukt en werd reeds in 18 verschillende talen uitgegeven. Het werd ook succesvol bewerkt voor toneel, beeldscherm en radio. Bij het verschijnen van Dirt Music werkte hij samen met omroeper Lucky Oceans en bracht de cd Dirt Music – Music for a Novel uit.
De Tim Winton Young Writers Award, sinds 1993 jaarlijks gesponsord door de City of Subiaco, erkent jonge schrijvers uit de metropool Perth. De prijs wordt geschonken aan schrijvers van kortverhalen uit de basisschool en het secundair onderwijs. Er verschenen reeds drie verzamelwerken: Destination Unknown (2001), Life Bytes (2002)en Hatched: Celebrating Twenty Years of the Tim Winton Award for Young Writers (2013). In dat laatste werk werden alle winnende kortverhalen uit de periode 1993 tot 2012 opgenomen. Winton is het uithangbord van de wedstrijd.
In 2023 werd Winton tot officier in de Orde van Australië benoemd "voor zijn inzet voor de literatuur als auteur en romanschrijver, en zijn inzet voor natuurbehoud en de milieubeweging".
An Open Swimmer
- 1981 Australian Vogel National Literary Award

Shallows
- 1984 Miles Franklin Award
- 1985 Winner Western Australian Premier's Book Award - fictie (gezamenlijke winnaar)

Scission and Other Stories
- 1985 Western Australian Council Literary Award
- 1985 Western Australian Premier's Book Award - fictie (gezamenlijke winnaar)

Minimum of Two
- 1988 Western Australian Premier's Book Award - fictie (winnaar)

Jesse
- 1990 Western Australian Premier's Book Award - kinderboek (winnaar)

Cloudstreet
- 1991 NBC Banjo Award - fictie
- 1991 Western Australian Premier's Book Award - fictie
- 1992 Miles Franklin Award
- 1992 Deo Gloria Award

Gerelateerd aan Cloudstreet
- 1999 AWGIE Award (voor toneelschrijvers Nick Enright & Justin Monjo)
- 2002 Helpmann Award (beste regie : Neil Armfield)
- 2002 Helpmann Award (beste toneelstuk)

Lockie Leonard, Human Torpedo
- 1991 Western Australian Premier's Book Award - kinderboek (gezamenlijke winnaar)
- 1993 American Library Association — beste boek voor jongvolwassenen
- 1996 YABBA Awards - fictie voor volwassenen (winnaar)

Lockie Leonard, Scumbuster
- 1993 Wilderness Society Environment Award

The Bugalugs Bum Thief
- 1994 Winner CROW Award (Children Reading Outstanding Writers) - focuslijst (van 3 tot 5 jaar)
- 1998 Winner YABBA Awards - fictie voor jonge lezers

The Riders
- 1995 Booker Prize - fictie (shortlist)
- 1995 Commonwealth Writers Prize, Zuidoost-Azië en Zuid-Pacifische regio - beste boek

Blueback
- 1998 Bolinda Audio Book Awards
- 1998 Wilderness Society Environment Award
- 1999 WAYRBA Hoffman Award voor jonge lezers

Lockie Leonard, Legend
- 1998 Family Award for Children's Literature

Dirt Music
- 2001 Western Australian Premier's Book Award Premier's Prize - boek van het jaar
- 2001 Western Australian Premier's Book Award Premier's Prize - fictie
- 2001 Good Reading Award
- 2002 Australian Booksellers Association Book of the Year Award
- 2002 Man Booker Prize - fictie (shortlist)
- 2002 Miles Franklin Award
- 2002 New South Wales Premier's Literary Award, Christina Stead Prize - fictie
- 2002 Kiriyama Pacific Rim Book Prize, fictie – (shortlist)

The Turning
- 2004 Colin Roderick Award (gezamenlijke winnaar)
- 2005 Queensland Premier's Literary Awards - beste fictie boek
- 2005 New South Wales Premier's Literary Awards, Christina Stead Prize - fictie
- 2005 Inaugural Frank O'Connor International Short Story Award – (shortlist)
- 2005 Commonwealth Writers Prize, Zuidoost-Azië en Zuid-Pacifische regio - beste boek (genomineerd)

Breath
- 2008 Age Book of the Year — fictie (winnaar)
- 2008 Indie Awards — fictie
- 2009 Miles Franklin Award
- 2009 Commonwealth Writers' Prize, Zuidoost-Azië en Zuid-Pacifische regio (shortlist)
- 2009 New South Wales Premier's Literary Awards, Christina Stead Prize (shortlist)

Eyrie
- 2014 Queensland Literary Awards — fictie (shortlist)
- 2014 Voss Literary Prize (shortlist)
- 2014 Western Australian Premier's Book Awards — People's Choice Award
- 2014 Western Australian Premier's Book Awards — fictie (shortlist)
- 2014 Australian Book Industry Awards (ABIA) — Australian Literary Fiction Book of the Year (shortlist)
- 2014 Miles Franklin Literary Award (shortlist)
- 2014 Indie Awards — fictie (shortlist)
- 2014 Victorian Premier's Literary Awards — fictie (shortlist)

Island Home : A Landscape Memoir
- 2015 The Fellowship of Australian Writers Victoria Inc. National Literary Awards — FAW Excellence in Non-fiction Award I (hoog aangeprezen)
- 2015 Colin Roderick Award (shortlist)
- 2016 New South Wales Premier's Literary Awards, Douglas Stewart Prize - non-fictie (shortlist)
- 2016 Australian Book Industry Awards (ABIA) — Australian General Non-Fiction Book of the Year (winnaar)
- 2016 Prime Minister's Literary Awards — non-fictie (shortlist)
- 2016 Queensland Literary Awards — non-fictie (shortlist)

The Boy Behind the Curtain
- 2017 Indie Awards — non-fictie (longlist)

The Shepherd's Hut
- 2019 Voss Literary Prize (winnaar)
- 2019 NSW Premier's Literary Awards, Christina Stead Prize — fictie (shortlist)

- Bibsys: 90399561
- Biblioteca Nacional de España: XX4762280
- Bibliothèque nationale de France: cb12226847h (data)
- CiNii: DA09657751
- Digitale Bibliotheek voor de Nederlandse Letteren: wint078
- Gemeinsame Normdatei: 120146002
- International Standard Name Identifier: 0000 0001 1655 0742
- Library of Congress Control Number: n82131237
- Nationale Bibliotheek van Letland: 000080553
- Bibliotheek van het Japanse parlement: 01096374
- Nationale Bibliotheek van Tsjechië: jn19990009204
- Nationale bibliotheek van Australië: 36536339
- Nationale Bibliotheek van Israël: 987007304413505171
- Nationale Bibliotheek van Polen: a0000001284439
- Nationale en Universitaire bibliotheek Zagreb: 000354682
- Nederlandse Thesaurus van Auteursnamen: 07308798X
- Réseau des bibliothèques de Suisse occidentale: 02-A003980590
- LIBRIS: 228345
- SNAC: w6f26kv2
- Système universitaire de documentation: 030955548
- Trove: 631801
- Virtual International Authority File: 61597721
- WorldCat: E39PBJxxktxbR89YFY94pKXfMP